# Tamás Mendelényi
Tamás Mendelényi (Budapest, 2 maggio 1936 – Várgesztes, 6 settembre 1999) è stato uno schermidore ungherese, vincitore di una medaglia d'oro nella scherma ai giochi olimpici.